# Huérguina
Huérguina es un municipio y localidad española de la provincia de Cuenca, en la comunidad autónoma de Castilla-La Mancha. El término municipal tiene una población de 44 habitantes (INE 2024).

## Geografía
El término municipal se encuentra en el este de la provincia española de Cuenca, perteneciente a la comunidad autónoma de Castilla-La Mancha.
En la localidad confluyen dos arroyos, cuya unión termina desembocando en el río Mayor del Molinillo aguas arriba de Cañete, pueblo ubicado al oeste de Huérguina. El acceso al pueblo se realiza por la carretera CU-V-5005.

## Historia
La localidad contaba a mediados del siglo XIX con 300 habitantes. 
En 2019 contaba con 44 habitantes. Aparece descrita en el noveno volumen del Diccionario geográfico-estadístico-histórico de España y sus posesiones de Ultramar de Pascual Madoz de la siguiente manera:

HUERGUINA: l. con ayunt. en la prov. y dióc. de Cuenca (8 leg.), part. jud. de Cañete (1), aud. terr. de Albacete  (24), c. g. de Castilla la Nueva (Madrid 32): sit. en una superficie llana, cercada por E., S. y O. de un arroyo y con hermosos árboles alrededor de la pobl., con clima frio y libre ventilacion, padeciéndose algunos reumas y dolores de estómago. Tiene 60 casas de mala construccion y pocas comodidades, con un pósito que sirve de cárcel, y casa de ayunt.; las calles son irregulares y sin empedrar; hay escuela de primeras letras concurrida por 20 niños, sin mas retribucion el maestro que la que dan los padres de aquellos; la igl. parr. es de poco mérito, su advocación la Sta. Cruz, y está servida por un teniente de la de Cañete, de la cual es aneja; para surtido del vecindario hay una fuente dentro del pueblo y varias fuera, todas de esquisita agua. Confina el térm.] por N. con Salinas del Manzano; por E. Alcalá de la Vega; por S. Boniches, y O. Cañete, todos á 1 leg. Su terreno es de mediana calidad, y le riega el mencionado arroyo, que despues se une al Cabriel, que tambien pasa por entre este pueblo y el de Cañete; la mayor parte del térm. está poblado de pinos y encinas. Los caminos son de herradura y su estado malísimo. La correspondencia se recibe de Cuenca por balijero los viernes, y sale los miércoles. prod.: trigo, cebada, centeno, avena, algunas legumbres y frutas; hay cría de ganado lanar, vacuno y cabrío; caza de conejos, liebres, perdices, y alguna, mayor. ind.: la agrícola. comercio: la compra de arroz, vino, aceite, bacalao y venta de productos sobrantes. pobl.: 50 vec., 300 alm. cap. prod., imp. y contr. (V. Cañete).
(Madoz, 1847, p. 293)

## Demografía
Huérguina cuenta con una población de 44 habitantes (INE 2024).
| Gráfica de evolución demográfica de Huérguina entre 1857 y 2021 |
| |
| Población de derecho según los censos de población del INE Población de hecho según los censos de población del INEEntre el censo de 1857 y el anterior, aparece este municipio porque se segrega del municipio Cañete |

## Política municipal
| Periodo   | Nombre                 | Partido |
| --------- | ---------------------- | ------- |
| 2003-2007 | Ángel Serna Nieva      | PP      |
| 2007-2011 | Enrique Escamilla Sáez | PP      |
| 2011-2015 | Carmen                 |         |
| 2015-2019 | Pedro Tomate           |         |